# Johanna Polley
Johanna Polley (* 13. September 1992 in Berlin) ist eine deutsche Schauspielerin.

## Leben
Johanna Polley besuchte als Jugendliche die ACADEMY Bühnenkunstschule in Berlin-Kreuzberg, nahm Schauspielunterricht bei Ines Bartholomäus und studierte anschließend von 2013 bis 2016  Schauspiel an der Filmuniversität Babelsberg Konrad Wolf in Potsdam. Noch während des Studiums übernahm sie eine Hauptrolle in der Romanverfilmung Es war einmal Indianerland. Von 2017 bis 2020 war sie an der Seite Christian Berkels in der ZDF-Krimiserie Der Kriminalist als Kommissarin Verena Kleinefeldt zu sehen.
Seit 2020 bildet sie sich in Workshops weiter und wirkt als freie Schauspielerin in zahlreichen Filmen für Kino und Streamingdienste sowie Fernsehproduktionen mit.
Johanna Polley lebt in Berlin. Sie ist Mitglied im Bundesverband Schauspiel (BFFS) und bei ProQuoteFilm. Darüber hinaus engagiert sich Polley bei Bündnis 90/Die Grünen und FilmmakersForFuture.

## Filmografie
- 2017: Es war einmal Indianerland
- 2017: Der Gutachter – Ein Mord zu viel
- 2017: Kommissarin Heller: Verdeckte Spuren
- 2017: Der Kommissar und das Kind (Fernsehfilm)
- 2017–2020: Der Kriminalist
- 2018: Bad Banks (Fernsehserie)
- 2018: Ein starkes Team – Tod einer Studentin
- 2019: Es gilt das gesprochene Wort
- 2020: Lindenberg! Mach dein Ding
- 2020: Großstadtrevier (Folge: Pauls Rückkehr)
- 2020: Polizeiruf 110: Tod einer Toten (Fernsehreihe)
- 2020: Der Usedom-Krimi: Schmerzgrenze[7]
- 2021: Herr und Frau Bulle  – Alles auf Tod
- 2021: Tatort: Was wir erben (Fernsehreihe)
- 2021: Tatort: Neugeboren (Fernsehreihe)
- 2022: Martha Liebermann – Ein gestohlenes Leben
- 2023: Tod am Rennsteig – Auge um Auge (Fernsehfilm)
- seit 2023: Tatort → siehe Karow und Bonard
  - 2023: Nichts als die Wahrheit
  - 2025: Vier Leben
- 2023: Tatort: Love is Pain (Fernsehreihe)
- 2024: Blutige Anfänger (Fernsehserie, Folge Feuerwerk)
- 2024: Die geschützten Männer